# Aguas Blancas (Salta)
Aguas Blancas is een plaats in het Argentijnse bestuurlijke gebied Orán in de provincie Salta. De plaats telt 1384 inwoners.